# Incydent nad Jeziorami Plitwickimi
Incydent nad Jeziorami Plitwickimi – starcie zbrojne pomiędzy uzbrojonymi siłami chorwackiej policji oraz siłami zbrojnymi Republiki Serbskiej Krajiny, utworzonej przez chorwackich Serbów. Miało ono miejsce 31 marca 1991 roku, na początku wojny w Chorwacji.
Do starcia doszło wskutek przejęcia Parku Narodowego Jezior Plitwickich przez Republikę Serbskiej Krajiny. Jego skutkiem było odbicie zajętych terenów przez Chorwację. Starcia skłoniły jugosłowiańskie władze do stworzenia strefy buforowej pomiędzy walczącymi stronami przez Jugosłowiańską Armię Ludową (Jugoslovenska Narodna Armija – JNA). Siły JNA dotarły na miejsce incydentu kolejnego dnia i postawiły Chorwacji ultimatum do wycofania sił policyjnych z miejsca zdarzenia.
Pomimo że chorwackie specjalne siły policyjne, które odbiły sporne tereny, wycofały się 2 kwietnia 1991, nowo utworzony posterunek policyjny, obsadzony przez 90 policjantów pozostał na miejscu. Posterunek został zablokowany przez siły JNA 3 miesiące później oraz odbity w sierpniu 1991.

## Tło
Po wyborach w 1990 roku i porażce partii komunistycznej, zaczęły rosnąć napięcia na tle etnicznym. Armia jugosłowiańska skonfiskowała uzbrojenie chorwackich wojsk obrony terytorialnej w celu minimalizacji oporu. 17 sierpnia 1990 rozpoczęła się otwarta rewolta, która miała miejsce głównie w rejonach zamieszkanych głównie przez chorwackich Serbów. Została powołana Serbska Rada Narodowa, która miała stać w opozycji do planów uzyskania niepodległości przez Chorwację.
Na początku 1991 roku Chorwacja praktycznie nie posiadała sił zbrojnych. W celu wzmocnienia obrony podwojono liczbę funkcjonariuszy policji do 20 tysięcy. Najefektywniejszą częścią sił policyjnych były specjalna policja zorganizowana na kształt wojskowy w 12 batalionów, w skład której wchodziło około 3 tysięcy funkcjonariuszy.
W celu skonsolidowania kontrolowanych terenów, Serbowie chorwaccy zorganizowali rajd na tereny Jezior Plitwickich 25 marca 1991, żądając ich aneksji przez Republikę Krajiny. Trzy dni później serbskie siły przejęły tereny oraz usunęły chorwacki sztab zarządzający parkiem narodowym. Dziennikarz Tim Judah zasugerował, że motywacją do ataku na tereny Jezior Plitwickich mogła być chęć kontrolowania ważnej drogi prowadzącej z północy na południe, która przebiega przez te tereny.

## Przebieg
Chorwaci zareagowali wysyłając specjalne siły policyjne z okolic Zagrzebia, Karlovacu oraz Gospiću. Do przetransportowania sił użyto kilku autobusów, samochodów osobowych oraz transportera opancerzonego. Główna grupa składająca się ze 180 osób, dowodzona przez Josipa Lucića dotarła na miejsce w gęstej mgle główną drogą prowadzącą z Zagrzebia. Wkrótce kilka oddziałów połączyło się, tworząc grupę uderzeniową składającą się z około 300 osób.
Nadjeżdżające autokary zostały zaatakowane w zasadzce przygotowanej przez siły serbskie około 7:00 w niedzielę wielkanocną, 31 marca 1991. Wojska Krajiny atakowały pojazdy chorwackiej policji przez 2,5 godziny, po czym wycofały się do posterunku pocztowego na terenie parku narodowego. Sześciu chorwackich żołnierzy zostało rannych, gdyż siły były również wstrzymywane przez głęboki śnieg. Atakujące siły odbiły cele około godziny 11:00. Gdy operacja zakończyła się sukcesem, strona chorwacka odniosła pierwszą ofiarę wojny o niepodległość, gdy Josip Jović został zabity przez serię z karabinu maszynowego osłaniającego żołnierzy serbskich. Niedługo później został wysłany helikopter JNA, który pomógł opatrzeć rannych po obydwu stronach starcia. Tego samego dnia na miejscu założono posterunek chorwackiej policji.
1 kwietnia siły JNA utworzyły strefę buforową, która rozdzieliła walczące strony. W kolejnych miesiącach w rejonie Jezior Plitwickich oraz w całej Chorwacji doszło do eskalacji konfliktu serbsko-chorwackiego. 30 sierpnia siły serbskie zdobyły posterunek policyjny, a kolejnego dnia rozpoczęła się Bitwa o Gospić.